# Grottewitz

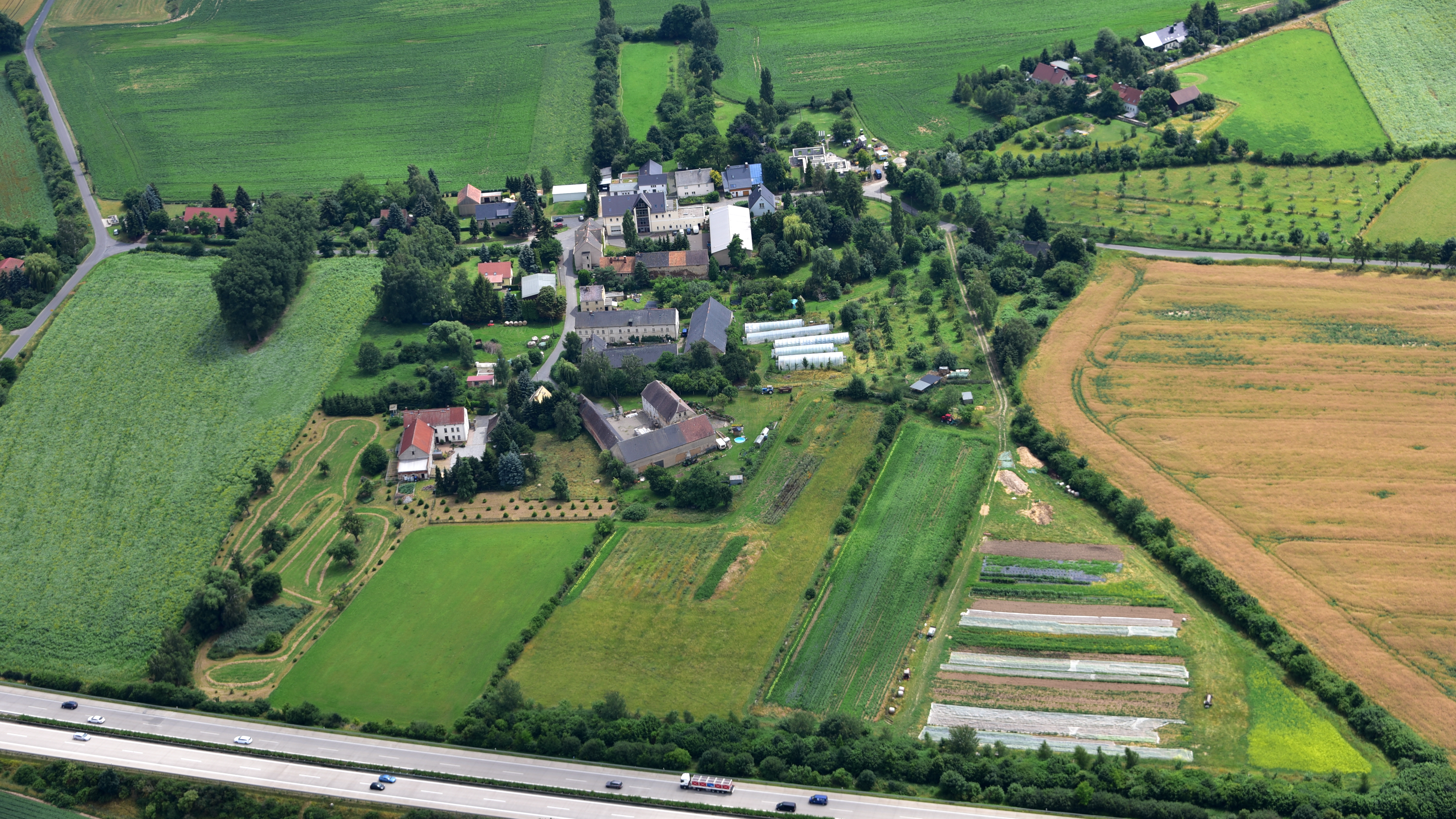
Grottewitz, Luftaufnahme (2017)

Grottewitz ist ein Ortsteil der Stadt Grimma im Landkreis Leipzig in Sachsen.

## Geschichte
Die erste schriftliche Erwähnung des ursprünglichen Sackgassendorfes erfolgte 1030 als Grothomici in Zusammenhang mit einer Schenkung Otto III. an Markgraf Hermann. Bei der ersten Evangelischen Kirchenvisitation 1529 wurde auch Grottewitz mit folgenden Worten erwähnt: „Das Kirchenspiel Grotowitz umfasst folgende Ortschaften: Grotowitz mit 6 Pferdnern und 1 Gärtner“. Es wurde 1551, 1696 und 1764 als zum Rittergut Döben vermerkt.
August Schumann nennt 1819 im Staats-, Post- und Zeitungslexikon von Sachsen Grottewitz betreffend u. a.:
„Es hat 45 Einwohner, 5 ¾ Hufen, 13 Pferde, 42 Kühe, 88 Schaafe, ist nach Nerchau eingepfarrt, und gehört schrifts. zu dem Rittergute Döben.“
Am 1. Juli 1950 wurde Löbschütz eingemeindet, am 1. Januar 1952 folgte Zaschwitz.
1964 wurde Grottewitz nach Nerchau eingemeindet. Mit Eingliederung der Stadt Nerchau nach Grimma gehört es seit dem 1. Januar 2011 zu Letzterem.

## Entwicklung der Einwohnerzahl
| Jahr    | Einwohnerzahl                            |
| ------- | ---------------------------------------- |
| 1548/51 | 7 besessene Mann, 10 Inwohner, 14 Hufen  |
| 1764    | 7 besessene Mann, 1 Häusler, 5 3⁄4 Hufen |
| 1834    | 70                                       |
| 1871    | 74                                       |

| Jahr | Einwohnerzahl |
| ---- | ------------- |
| 1890 | 70            |
| 1910 | 72            |
| 1925 | 69            |
| 1939 | 55            |

| Jahr  | Einwohnerzahl |
| ----- | ------------- |
| 1946  | 96            |
| 19501 | 206           |

1 mit Löbschütz

## Wirtschaft
In Grottewitz gibt es einen Biobauernhof, einen Holzhandel und die 1886 als Schmiede und Schlosserei gegründete und deutschlandweit bekannte Firma „Hans Hebetechnik + Metallbau“.

## Weiteres
Grottewitz ist der Geburtsort von Curt Grottewitz, dem Begründer der Arbeiter-Wanderbewegung.